# Volta a Cataluña 1977
La Volta a Cataluña de 1977 fue 57.ª edición de la Volta a Cataluña, que se disputó en 7 etapas del 7 al 14 de septiembre de 1977 con un total de 1175,9 km. El vencedor final fue el belga Freddy Maertens del equipo Velda-Flandria-Latina por delante Johan De Muynck del Brooklyn, y de Joop Zoetemelk del Miko-Mercier-Hutchinson.
La tercera, la cuarta y la séptima etapa estaban divididas en dos sectores. Hubo dos contrarrelojes individuales, una en el Prólogo de Sitges y la otra en el primer sector de la séptima la etapa.
Esta edición es recordada por el viaje en Menorca. La cuarta etapa, dividida en dos sectores, atraviesa la isla con gran expectación de sus habitantes.
Freddy Maertens ganó la "Volta" y también cinco etapas, en un año donde también se llevó la Semana Catalana y la Vuelta en España.

## Etapas
| Etapa   | Fecha            | Ciudades de etapa                          | km    | Vencedor de la etapa     | Líder de la general |
| ------- | ---------------- | ------------------------------------------ | ----- | ------------------------ | ------------------- |
| Prólogo | 7 de septiembre  | Sitges – Sitges (CRI)                      | 4,2   | Freddy Maertens          | Freddy Maertens     |
| 1.ª     | 8 de septiembre  | Sitges – Balaguer                          | 213,6 | Freddy Maertens          | Freddy Maertens     |
| 2.ª     | 9 de septiembre  | Mongay – Coll de la Botella ((AND))        | 150,9 | José Enrique Cima        | José Enrique Cima   |
| 3.ª     | 10 de septiembre | Oliana – Manresa                           | 114,6 | Eddy Vanhaerens          | José Enrique Cima   |
| 3.ª B   | 10 de septiembre | Manresa - Barcelona                        | 78,8  | Freddy Maertens          | José Enrique Cima   |
| 4.ª     | 11 de septiembre | Ciudadela - El Toro                        | 38,9  | Joop Zoetemelk           | José Enrique Cima   |
| 4.ª B   | 11 de septiembre | Mercadal - Mahón                           | 92,1  | Freddy Maertens          | José Enrique Cima   |
| 5.ª     | 12 de septiembre | Moncada y Reixach - Alto del Cortijo Nuevo | 165,6 | Johan De Muynck          | Johan De Muynck     |
| 6.ª     | 13 de septiembre | Playa de Aro – La Garriga                  | 181,4 | Enrique Martínez Heredia | Johan De Muynck     |
| 7.ª     | 14 de septiembre | La Garriga – Granollers (CRI)              | 26,0  | Freddy Maertens          | Freddy Maertens     |
| 7.ª B   | 14 de septiembre | Granollers – Sitges                        | 109,8 | Giuseppe Perletto        | Freddy Maertens     |

### Prólogo[1]
07-09-1977: Sitges – Sitges, 4,2 km. (CRI):
|   | Ciclista        | Equipo                | Tiempo |
| - | --------------- | --------------------- | ------ |
| 1 | Freddy Maertens | Velda-Flandria-Latina | 5' 23" |
| 2 | Johan De Muynck | Brooklyn              | + 02"  |
| 3 | Pedro Vilardebó | Teka                  | + 10"  |

|   | Ciclista        | Equipo                | Tiempo |
| - | --------------- | --------------------- | ------ |
| 1 | Freddy Maertens | Velda-Flandria-Latina | 5' 23" |
| 2 | Johan De Muynck | Brooklyn              | + 02"  |
| 3 | Pedro Vilardebó | Teka                  | + 10"  |

### 1.ª etapa[2]
08-09-1977: Sitges – Balaguer, 213,6:
|   | Ciclista           | Equipo                | Tiempo     |
| - | ------------------ | --------------------- | ---------- |
| 1 | Freddy Maertens    | Velda-Flandria-Latina | 6h 10' 43" |
| 2 | Sean Kelly         | Velda-Flandria-Latina | m. t.      |
| 3 | Jesús Suárez Cueva | Teka                  | m. t.      |

|   | Ciclista        | Equipo                | Tiempo     |
| - | --------------- | --------------------- | ---------- |
| 1 | Freddy Maertens | Velda-Flandria-Latina | 6h 16' 06" |
| 2 | Johan De Muynck | Brooklyn              | + 02"      |
| 3 | Pere Vilardebó  | Teka                  | + 10"      |

### 2.ª etapa[3]
09-09-1977: Mongay – Coll de la Botella  Andorra, 150,9 km.:
|   | Ciclista          | Equipo | Tiempo     |
| - | ----------------- | ------ | ---------- |
| 1 | José Enrique Cima | Kas    | 4h 51' 47" |
| 2 | Manuel Esparza    | Teka   | + 09"      |
| 3 | Pere Vilardebó    | Teka   | + 13"      |

|   | Ciclista          | Equipo                | Tiempo      |
| - | ----------------- | --------------------- | ----------- |
| 1 | José Enrique Cima | Kas                   | 11h 08' 05" |
| 2 | Johan De Muynck   | Brooklyn              | + 05"       |
| 3 | Freddy Maertens   | Velda-Flandria-Latina | + 15"       |

### 3.ª etapa[4]
10-09-1977: Oliana – Manresa, 114,6 km.:
| Resultado de la 3ª etapa A \| \| Ciclista \| Equipo \| Tiempo \| \| - \| ------------------ \| --------------------- \| ---------- \| \| 1 \| Eddy Vanhaerens \| Ebo-Superia \| 3h 02' 27" \| \| 2 \| Giovanni Mantovani \| Brooklyn \| m. t. \| \| 3 \| Sean Kelly \| Velda-Flandria-Latina \| m. t. \| |                    |                       |            |
| | Ciclista           | Equipo                | Tiempo     |
| 1 | Eddy Vanhaerens    | Ebo-Superia           | 3h 02' 27" |
| 2 | Giovanni Mantovani | Brooklyn              | m. t.      |
| 3 | Sean Kelly         | Velda-Flandria-Latina | m. t.      |

### 3.ª etapa B
10-09-1977: Manresa - Barcelona, 78,8 km.:
|   | Ciclista         | Equipo                | Tiempo     |
| - | ---------------- | --------------------- | ---------- |
| 1 | Freddy Maertens  | Velda-Flandria-Latina | 2h 12' 48" |
| 2 | Miguel Mari Lasa | Teka                  | m. t.      |
| 3 | Sean Kelly       | Velda-Flandria-Latina | m. t.      |

|   | Ciclista          | Equipo                | Tiempo      |
| - | ----------------- | --------------------- | ----------- |
| 1 | José Enrique Cima | Kas                   | 16h 23' 20" |
| 2 | Johan De Muynck   | Brooklyn              | + 05"       |
| 3 | Freddy Maertens   | Velda-Flandria-Latina | + 15"       |

### 4.ª etapa[5]
11-09-1977: Ciudadela - El Toro, 38,9 km.:
| Resultado de la 4a etapa A \| \| Ciclista \| Equipo \| Tiempo \| \| - \| ----------------- \| ----------------------- \| ---------- \| \| 1 \| Joop Zoetemelk \| Miko-Mercier-Hutchinson \| 1h 06' 33" \| \| 2 \| José Enrique Cima \| Kas \| + 12" \| \| 3 \| Johan De Muynck \| Brooklyn \| m. t. \| |                   |                         |            |
| | Ciclista          | Equipo                  | Tiempo     |
| 1 | Joop Zoetemelk    | Miko-Mercier-Hutchinson | 1h 06' 33" |
| 2 | José Enrique Cima | Kas                     | + 12"      |
| 3 | Johan De Muynck   | Brooklyn                | m. t.      |

### 4.ª etapa B
11-09-1977: Mercadal - Mahón, 92,1 km.:
|   | Ciclista           | Equipo                | Tiempo     |
| - | ------------------ | --------------------- | ---------- |
| 1 | Freddy Maertens    | Velda-Flandria-Latina | 2h 38' 36" |
| 2 | Giovanni Mantovani | Brooklyn              | m. t.      |
| 3 | Eddy Vanhaerens    | Ebo-Superia           | m. t.      |

|   | Ciclista          | Equipo                  | Tiempo      |
| - | ----------------- | ----------------------- | ----------- |
| 1 | José Enrique Cima | Kas                     | 16h 23' 20" |
| 2 | Johan De Muynck   | Brooklyn                | + 05"       |
| 3 | Joop Zoetemelk    | Miko-Mercier-Hutchinson | m. t.       |

### 5.ª etapa
12-09-1977: Moncada y Reixach - Alto del Cortijo Nuevo, 165,2 km. :
|   | Ciclista        | Equipo                  | Tiempo     |
| - | --------------- | ----------------------- | ---------- |
| 1 | Johan De Muynck | Brooklyn                | 4h 28' 12" |
| 2 | Joan Pujol      | Kas                     | + 02"      |
| 3 | Joop Zoetemelk  | Miko-Mercier-Hutchinson | + 13"      |

|   | Ciclista        | Equipo                  | Tiempo      |
| - | --------------- | ----------------------- | ----------- |
| 1 | Johan De Muynck | Brooklyn                | 24h 36' 58" |
| 2 | Joop Zoetemelk  | Miko-Mercier-Hutchinson | + 13"       |
| 3 | Freddy Maertens | Velda-Flandria-Latina   | + 31"       |

### 6.ª etapa[6]
13-09-1977: Playa de Aro – La Garriga, 181,4 km.:
|   | Ciclista                 | Equipo                | Tiempo     |
| - | ------------------------ | --------------------- | ---------- |
| 1 | Enrique Martínez Heredia | Kas                   | 5h 05' 32" |
| 2 | José Luis Viejo          | Kas                   | + 02"      |
| 3 | Sean Kelly               | Velda-Flandria-Latina | m. t.      |

|   | Ciclista        | Equipo                  | Tiempo      |
| - | --------------- | ----------------------- | ----------- |
| 1 | Johan De Muynck | Brooklyn                | 29h 43' 34" |
| 2 | Joop Zoetemelk  | Miko-Mercier-Hutchinson | + 13"       |
| 3 | Freddy Maertens | Velda-Flandria-Latina   | + 31"       |

### 7.ª etapa[7]
14-09-1977: La Garriga – Granollers, 26,0 km. (CRI):
| Resultado de la 7a etapa A \| \| Ciclista \| Equipo \| Tiempo \| \| - \| ---------------- \| --------------------- \| ------- \| \| 1 \| Freddy Maertens \| Velda-Flandria-Latina \| 33' 58" \| \| 2 \| Johan De Muynck \| Brooklyn \| + 55" \| \| 3 \| Miguel Mari Lasa \| Teka \| + 57" \| |                  |                       |         |
| | Ciclista         | Equipo                | Tiempo  |
| 1 | Freddy Maertens  | Velda-Flandria-Latina | 33' 58" |
| 2 | Johan De Muynck  | Brooklyn              | + 55"   |
| 3 | Miguel Mari Lasa | Teka                  | + 57"   |

### 7.ª etapa B
14-09-1977: Granollers – Sitges, 109,8 km.:
|   | Ciclista          | Equipo                  | Tiempo     |
| - | ----------------- | ----------------------- | ---------- |
| 1 | Giuseppe Perletto | Magniflex-Torpado       | 2h 46' 46" |
| 2 | Patrick Busolini  | Miko-Mercier-Hutchinson | m. t.      |
| 3 | Sean Kelly        | Velda-Flandria-Latina   | + 02"      |

|   | Ciclista        | Equipo                  | Tiempo      |
| - | --------------- | ----------------------- | ----------- |
| 1 | Freddy Maertens | Velda-Flandria-Latina   | 33h 04' 51" |
| 2 | Johan De Muynck | Brooklyn                | + 24"       |
| 3 | Joop Zoetemelk  | Miko-Mercier-Hutchinson | + 1' 27"    |

## Clasificación General
|    | Ciclista                 | Equipo                  | Tiempo      |
| -- | ------------------------ | ----------------------- | ----------- |
|    | Freddy Maertens          | Velda-Flandria-Latina   | 33h 04' 51" |
| 2  | Johan De Muynck          | Brooklyn                | + 24"       |
| 3  | Joop Zoetemelk           | Miko-Mercier-Hutchinson | + 1' 27"    |
| 4  | Joan Pujol               | Kas                     | + 2' 19"    |
| 5  | José Luis Viejo          | Kas                     | + 2' 37"    |
| 6  | Enrique Martínez Heredia | Kas                     | + 2' 39"    |
| 7  | Manuel Esparza           | Teka                    | + 2' 53"    |
| 8  | Francisco Galdós         | Kas                     | + 3' 14"    |
| 9  | Alfio Vandi              | Magniflex-Torpado       | + 3' 30"    |
| 10 | Pedro Torres             | Teka                    | + 3' 42"    |

## Clasificaciones secundarias
|   | Ciclista        | Equipo                  | Puntos    |
| - | --------------- | ----------------------- | --------- |
| 1 | Manuel Esparza  | Teka                    | 59 puntos |
| 2 | Joop Zoetemelk  | Miko-Mercier-Hutchinson | 49 puntos |
| 3 | Johan De Muynck | Brooklyn                | 37 puntos |

|   | Ciclista                 | Equipo                  | Puntos    |
| - | ------------------------ | ----------------------- | --------- |
| 1 | Enrique Martínez Heredia | Kas                     | 21 puntos |
| 2 | Bernardo Alfonsel        | Teka                    | 16 puntos |
| 3 | Joop Zoetemelk           | Miko-Mercier-Hutchinson | 13 puntos |

|   | Ciclista        | Equipo                | Puntos      |
| - | --------------- | --------------------- | ----------- |
| 1 | Freddy Maertens | Velda-Flandria-Latina | 39,5 puntos |
| 2 | Johan De Muynck | Brooklyn              | 35 puntos   |
| 3 | Sean Kelly      | Velda-Flandria-Latina | 32,5 puntos |

|   | Equipo                  | Nacionalidad | Tiempo      |
| - | ----------------------- | ------------ | ----------- |
| 1 | Kas                     | España       | 99h 19' 05" |
| 2 | Teka                    | España       | + 1' 52"    |
| 3 | Miko-Mercier-Hutchinson | Francia      | + 16' 28"   |